# Leptacis athos
Leptacis athos är en stekelart som beskrevs av Lubomir Masner 1960. Leptacis athos ingår i släktet Leptacis och familjen gallmyggesteklar. Inga underarter finns listade i Catalogue of Life.